# Le Joueur de flûte de Guadalupe
Pour plus de détails, voir Fiche technique et Distribution.
Le Joueur de flûte de Guadalupe (The Pied Piper of Guadalupe) est un court métrage américain Looney Tunes de 1961 réalisé par Friz Freleng et Hawley Pratt, mettant en scène Speedy Gonzales et Grosso Mineto.